# Erkki Koskinen
Erkki Koskinen (nascido em 5 de outubro de 1925) é um ex-ciclista olímpico finlandês. Representou sua nação em três eventos nos Jogos Olímpicos de Verão de 1948.